# Prenduan
Prenduan is een bestuurslaag in het regentschap Sumenep van de provincie Oost-Java, Indonesië. Prenduan telt 11.959 inwoners (volkstelling 2010).